# Лівійсько-чадський конфлікт
Лівійсько-чадський конфлікт — низка воєнних конфліктів між збройними силами Лівії і Чаду, які відбувалися на півночі Чаду в період з 1978 по 1987 роки, хоча історія втручання Лівії у внутрішні справи Чаду значно довша і почалася ще в 1968 році, до захоплення влади у Лівії Муаммаром Каддафі, коли громадянська війна в Чаді поширилася на північні пустельні регіони країни. Конфлікт складався з чотирьох окремих вторгнень збройних сил Лівії до північного Чаду, які відбувалися в 1978, 1979, 1980—1981 і 1983—1987 роках. В усіх чотирьох випадках Лівія користувалася допомогою деяких чадських фракцій, що брали участь у громадянській війні у країні; фракції, які протистояли вторгненню, підтримував уряд Франції, збройні сили якої втручалися у конфлікт для врятування чадського уряду в 1978, 1983 і 1986 роках.
Модель ведення воєнних дій у цьому конфлікті сформувалася вже у 1978: Лівія провадила артилерійську, авіаційну і бронетанкову підтримку пішим підрозділам чадських союзників, які й виконували більшу частину розвідувальних та бойових операцій. Ця модель змінилася лише наприкінці конфлікту, в 1986 році, коли усі чадські фракції об'єдналися для опору лівійській окупації півночі країни з нечуваною в новітній історії Чаду одностайністю; через це моторизоване лівійське угруповання опинилося у чужій країні без піхотної підтримки віч-на-віч зі значно зміцнілим супротивником, добре озброєним протитанковими і зенітними ракетами, здатними ефективно компенсувати лівійську перевагу у вогневій моці. В ході Війни «Тойот», яка сталася після цього, лівійські сили зазнали нищівної поразки й були вигнані з Чаду, на чому історія збройного протистояння між двома країнами фактично завершилася.
Початковою причиною втручання Каддафі у чадські справи було бажання анексувати Смугу Аузу, територію на крайній півночі Чаду, яку Лівія вважала своєю на підставі нератифікованого договору колоніальної доби. Історик Маріо Азеведо вважає, що в 1972 році плани Каддафі набули подальшого розвитку і включали до себе створення у лівійському «підчерев'ї» клієнтської держави, ісламської республіки за моделлю його «джамахірії», яка б підтримувала тісні стосунки з Лівією і закріпила б її контроль над Смугою Аузу, а також витиснення з регіону Франції і використання Чаду як базу для поширення свого впливу на всю Центральну Африку.

## Перебіг подій

### Окупація Смуги Аузу
Початком лівійського втручання в чадські справи можна вважати 1968 рік, коли в ході громадянської війни у Чаді ісламські повстанці з Фронту національного визволення Чаду (фр. Front de Libération Nationale du Tchad, FROLINAT) поширили партизанську війну проти президента Чаду, християнина Франсуа Томбалбая на територію північної префектури Борку-Еннеді-Тібесті. Між населенням пустелі по обидві сторони лівійсько-чадського кордону здавна існували міцні зв'язки; саме тому лівійський король Ідрис I почував себе зобов'язаним підтримати FROLINAT. Щоб не зіпсувати стосунки з колишнім колоніальним володарем Чаду і гарантом його незалежності Францією, Ідріс обмежився наданням чадським повстанцям притулку на лівійській території та постачанням суто гуманітарної допомоги.

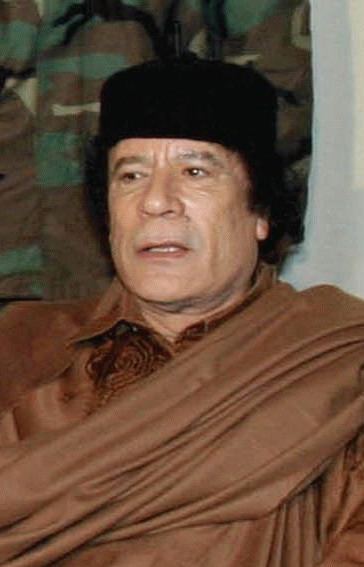
Муаммар Каддафі

Ця політика зазнала значних змін після 1 вересня 1969 року, коли в результаті військового перевороту короля було скинуто і до влади у Лівії прийшов Муаммар Каддафі. Каддафі висунув претензії на Смугу Аузу на півночі Чаду, посилаючись на нератифікований договір, підписаний в 1935 році Італією і Францією (за тих часів — колоніальними володарями відповідно Лівії і Чаду). Подібні претензії вже висувалися в 1954, коли король Ідріс зробив спробу окупувати Аузу, однак тоді лівійці були відкинуті підрозділом французького колоніального війська.

Смуга Аузу

Хоча спочатку Каддафі ставився до FROLINAT з обережністю, починаючи з 1970 року він став розглядати цю організацію як корисну для власних інтересів; з допомогою з боку країн радянського блоку, зокрема НДР, він почав тренувати і озброювати повстанців, постачаючи їх військовим знаряддям і надаючи фінансову підтримку. 27 серпня 1971 року Каддафі відчув свої позиції достатньо впевненими для влаштування спроби перевороту проти президента Чаду Томбалбая, яка закінчилася невдачею лише завдяки випадку. Цей крок був, імовірно, викликаний спробою досягти примирення між мусульманськими та християнськими силами у внутрішньочадському конфлікті 24 липня шляхом призначення мусульманських політиків на половину міністерських посад в уряді країни. Хоча керівництво FROLINAT не погодилося на цю пропозицію, перспектива мусульмансько-християнського порозуміння в Чаді була сприйнята Каддафі як загроза власному впливу у країні.
Відразу після невдалого замаху Томбалбай розірвав усі дипломатичні відносини з Лівією, запропонував підтримку і притулок усім лівійським опозиційним силам, а також висунув претензії на контрольований Лівією Феццан. Каддафі відповів визнанням 17 вересня FROLINAT як «єдиного легітимного уряду Чаду». В жовтні того же року чадський міністр закордонних справ Баба Хассан на засіданні Генеральної асамблеї ООН звинуватив Лівію в «експансіоністських намірах» в Центральній Африці.
17 квітня 1972 року при посередництві президента Нігерії Амані Діорі і завдяки тиску на Лівію з боку уряду Франції дві країни відновили дипломатичні відносини. Невдовзі після цього Томбалбай розірвав відносини з Ізраїлем, а 28 листопада нібито дійшов з Каддафі таємної згоди про поступлення Смуги Аузу Лівії в обмін на 40 млн фунтів, які Каддафі пообіцяв особисто чадському президентові, після чого у грудні дві країни уклали Договір про дружбу. Каддафі офіційно відмовився від підтримки FROLINAT і примусив його лідера Аббу Сіддіка перенести свою штаб-квартиру з Триполі до Алжиру. Новий курс у двохсторонніх відносинах було підтверджено наступного року: у березні 1974 Каддафі відвідав столицю Чаду Нджамену з офіційним візитом, в тому же місяці був створений спільний банк, який мав забезпечувати Чад інвестиційними коштами.
Через півроку після підписання договору 1972 року лівійська армія увійшла до Смуги Аузу і влаштувала на півночі від міста Аузу захищену зенітними ракетами авіабазу. Цивільне управління територією було доручено регіональному уряду Феццану в Куфрі, а кільком тисячам місцевих жителів було надано лівійське громадянство. Починаючи з цього часу лівійські карти почали зображувати Смугу Аузу як частину Лівії.
Умови, на яких Лівія отримала Смугу Аузу, остаточно не відомі, а повідомлення про них спірні. Про існування таємної угоди між Томбалбаєм і Каддафі стало відомо лише в 1988 році, коли лівійський президент оприлюднив нібито копію листа, в якому Томбалбай визнає претензії Лівії. Дослідники, такі, як Бернард Ланн, стверджують, що формального договору про передачу Смуги Аузу ніколи не було, і що Томбалбай просто вважав для себе вигідним не помічати окупації частини території своєї країни. До того ж, Лівія виявилася неспроможною подати оригінал цього документа, коли в 1993 році питання про належність Смуги Аузу розглядалося в Міжнародному Суді.

### Поширення повстання
Порозуміння у відносинах між двома країнами тривало недовго. 13 квітня 1975 року в результаті державного перевороту Томбалбай був убитий, і його змінив генерал Фелікс Маллум. Позаяк незгода з політикою порозуміння з Лівією була однією з основних рушійних сил заколотників, Каддафі сприйняв цей переворот як загрозу своєму впливу у Чаді і відновив підтримку FROLINAT. У квітні 1976 року при підтримці Каддафі був влаштований невдалий замах на Маллума, і в тому же році лівійська армія почала здійсняти рейди до центрального Чаду разом з загонами FROLINAT.
Лівійська активність почала викликати занепокоєння серед керівництва найсильнішої фракції FROLINAT, Ради командування збройними силами Півночі (фр. Conseil de Commandement des Forces Armées du Nord, CCFAN; розкол відбувся раніше в 1972 році). Довкола питання ставлення до корисливої природи лівійської підтримки повстанців серед командувачів виникла суперечка, і у жовтні 1976 року організація у свою чергу розкололася на дві фракції: антилівійська меншість з Хіссеном Хабре на чолі сформувала Збройні сили Півночі (Forces Armées du Nord, FAN), решту повстанців, які не були проти альянсу з Каддафі, очолив Гукуні Уеддей, якій невдовзі після цього перейменував свою фракцію на Народні збройні сили (Forces Armées Populaires, FAP).
Лівійська підтримка в ті роки була більше моральною, а зброя постачалася дуже обмежено. Ситуація почала змінюватись в лютому 1977 року, коли Лівія передала повстанцям Гукуні кількасот автоматів АК-47, кількадесят базук, 81- і 82-міліметрові міномети і безвідкатні гармати. Озброєні ними загони FAP у червні 1977 атакували опорні пункти урядових збройних сил в Бардаї і Зуарі в Тібесті і в Уніанга-Кебірі в Борку. Внаслідок цієї атаки Гукуні здобув повний контроль над регіоном Тібесті: гарнізон Бардаї, обложений з 22 червня, 4 липня склав зброю, а Зуар був евакуйований. Урядова армія втратила близько 300 осіб; повстанці захопили велику кількість зброї і боєприпасів. Уніанга-Кебір, атакований 20 червня, не був захоплений лише через присутність там французьких військових порадників.
Коли стало очевидно, що Лівія використовує Смугу Аузу для подальшого втручання у конфлікт у Чаді, президент Маллум вирішив поставити питання про її окупацію перед ООН і Організацією Африканської Єдності. Він також вирішив, що для боротьби з лівійцями йому потрібні нові союзники, і у вересні уклав формальний альянс з Хіссеном Хабре (Хартумська угода). Ця угода трималася в секреті до 22 січня 1978 року, коли була підписана Фундаментальна хартія, згідно з якою 20 серпня 1978 був сформований Уряд національної єдності з Хабре на посаді прем'єр-міністра. Угоду Маллума — Хабре активно підтримували Судан і Саудівська Аравія, які побоювалися виникнення радикального контрольованого Каддафі Чаду і в Хабре з його репутацією доброго мусульманина і борця з колоніалізмом бачили єдиний шанс перешкодити здійсненню планів Каддафі.

### Ескалація конфлікту
Угода Маллума — Хабре була сприйнята Каддафі як серйозна загроза, і він незабаром відповів на неї безпрецедентним збільшенням масштабів лівійського втручання. 29 січня 1978 року лівійські війська вперше взяли безпосередню участь у бойовій операції в ході так званого «наступу Ібрагіма Абачі» проти останніх опорних пунктів урядових сил на півночі Чаду: Фая-Ларжо, Фада і Уніанга-Кебір. Наступ завершився повною перемогою повстанців; Гукуні і лівійці здобули повний контроль над усією територією північної префектури Борку-Еннеді-Тібесті.
Вирішальна битва між лівійсько-повстанськими військами і урядовою армією відбулася довкола Фая-Ларжо, столиці префектури. Місто, яке обороняли 5000 бійців урядових сил, після запеклого бою було захоплено 2500 повстанців, яких підтримували до 4000 лівійських військовослужбовців. Лівійці, як здається, безпосередньої участі в штурмі не брали; згідно зі схемою, яка в подальшому стане традиційною для цього конфлікту, вони забезпечували артилерійську, авіаційну та бронетанкову підтримку ударним групам повстанців. Повстанці цього разу були озброєні значно краще, зокрема, протиповітряними зенітними ракетами «Стріла-2».
Під час кампаній 1977-78 років Гукуні захопив близько 2500 військовополонених; таким чином, урядові збройні сили втратили близько 20% свого особового складу. Особливо важких втрат зазнала так звана Кочова і Національна гвардія (аналог внутрішніх військ), яка була практично знищена під час захоплення Фади і Фая-Ларжо. Ці перемоги значно укріпили позиції Гукуні у FROLINAT: в березні 1978 на влаштованому Лівією конгресі у Фая-Ларжо усі повстанські фракції знову об'єдналися, обравши Гукуні генеральним секретарем FROLINAT.
У відповідь на лівійське вторгнення Маллум 6 лютого розірвав дипломатичні відносини з Лівією і подав скаргу на лівійське втручання у конфлікт і окупацію Смуги Аузу до Ради Безпеки ООН. Однак 19 лютого, після захоплення повстанцями Фая-Ларжо, Маллум був змушений погодитись на припинення вогню і відізвати скаргу. Припинення вогню стало можливим, між іншим, завдяки тому, що Лівія припинила просування загонів Гукуні на південь через тиск з боку Франції, в той час — важливого постачальника зброї для лівійської армії.
Маллум і Каддафі відновили дипломатичні відносини 24 лютого на влаштованій у лівійському місті Себха мирній конференції; посередниками між сторонами були президент Нігеру Сейні Кунче і суданський віце-президент. Під значним тиском з боку Франції, Судану і Заїру Маллум був змушений підписати 27 березня 1978 так звану Бенгазійську угоду, в якій він визнавав FROLINAT і погоджувався на продовження припинення вогню. Серед умов цієї угоди було також створення спільного лівійсько-чадського військового комітету, на який покладалася задача виконання угоди; через цей комітет Чад легітимізував присутність лівійських військ на своїй території. Угода містила також дуже важливу для Лівії умову, закликаючи до скасування будь-якої французької військової присутності у Чаді. Як виявилося невдовзі, ця мертвонароджена угода була для Каддафі лише частиною стратегії, спрямованої на підсилення свого протеже Гукуні; вона також значно зіпсувала престиж Маллума серед населення християнського півдня Чаду, де зроблені ним поступки були сприйняті як свідоцтво слабкості його керівництва.
15 квітня 1978, лише через кілька днів після підписання угоди, Гукуні з основними силами повстанців покинув Файю, залишивши там гарнізон кількістю 800 осіб. Покладаючись на підтримку лівійських бронетанкових сил і авіації, повстанці розгромили невеликий гарнізон FAT і попрямували на південь в напрямку столиці Чаду Нджамени.
На перешкоді повстанцям встав тільки-но прибулий французький контингент. Ще в 1977, під час першого наступу Гукуні, Маллум запросив французькі війська повернутися до Чаду, але спочатку президент Франції Жискар д'Естен відтягував рішення, побоюючись, що військова операція в Африці скомпрометує його адміністрацію напередодні парламентських виборів в березні 1978; до того ж, Франція не хотіла завадити своїм прибутковим комерційним та дипломатичним відносинам з Лівією. Однак швидке погіршення ситуації у Чаді змусило французького президента санкціонувати 20 лютого так звану операцію «Тако» (фр. Opération Tacaud), в рамках якої до початку квітня до Чаду було перекинуто близько 2500 військовослужбовців для убезпечення столиці від нападів повстанців.
Вирішальна битва відбулася біля Аті, містечка за 430 км на північний схід від Нджамени. Міський гарнізон кількістю 1500 осіб був атакований 19 травня добре озброєними і підтриманими артилерією повстанцями FROLINAT. Становище міста було полегшено прибуттям на допомогу гарнізону ударного мобільного підрозділу чадської армії, а також, що найважливіше, втручанням частин Французького Іноземного легіону і 3-го полку морської піхоти; після дводенного бою FROLINAT зазнали важких втрат і були відкинуті від міста. Перевага урядових сил була підтверджена в ході битви при Джедаа в червні, після якої FROLINAT був змушений визнати поразку і відступити на північ, втративши близько 2000 осіб і кинувши на полі бою більшість свого важкого озброєння. Ключову роль у цій перемозі відіграло повне панування у повітрі французької авіації, позаяк лівійські пілоти відмовлялися вступати в бій із французами.

### Лівійські труднощі
Вже через кілька місяців після невдалого наступу на столицю внутрішні суперечки всередині FROLINAT знищили останні ознаки єдності і радикально ослабили лівійські позиції у Чаді.
В ніч на 27 серпня 1978 року Ахмат Асіл, лідер Армії Вулкана, при підтримці лівійських військ атакував Фая-Ларжо; очевидно, у такий спосіб Каддафі намагався відсунути Гукуні від керування FROLINAT, замінивши його на більш лояльного Асіла. Напад виявився невдалим; у відповідь Гукуні вислав з країни усіх лівійських військових порадників і почав шукати шляхів порозуміння із Францією.
Конфлікт між Каддафі і Гукуні мав як етнічні, так і політичні причини. Сили FROLINAT в той час складалися з місцевих арабів, яких представляв Асіл, і народності тубу, до якої належали Гукуні і Хабре, і цей етнічний розподіл відображав також розбіжності у ставленні повстанців до Каддафі і його «Зеленої книги». Зокрема, Гукуні і його прихильники не виказували ентузіазму стосовно прагнення Каддафі зробити «Зелену книгу» офіційним програмним документом FROLINAT і намагалися виграти час, відкладаючи остаточне рішення до повного об'єднання повстанського руху. Коли об'єднання нарешті відбулося і Каддафі знову почав спонукати керівництво погодитися з тезами «Зеленої книги», розкол вийшов на поверхню: частина повстанців проголосила свою прихильність початковій платформі руху, прийнятій у 1966 році за часів Ібрагіма Абачі на посаді генерального секретаря, тоді як інша фракція висловила свою повну підтримку ідеям революційного полковника.
Тим часом у Нджамені одночасна присутність двох ворожих одна до однієї армій — FAN прем'єр-міністра Хіссена Хабре і урядові збройні сили президента Маллума — призвела до зростання протиріч і вилилася у повномасштабну битву за Нджамену, наслідком якої став колапс уряду і приход до влади північної еліти. Дріб'язковий інцидент переріс 12 лютого 1979 року у запеклий бій між силами Хабре і Маллума; бойові дії ще більше активізувались 19 лютого, коли до Нджамени увійшли загони Гукуні, щоб битися проти FAT на боці Хабре. За оцінками, між 21 лютого і 16 березня, коли для урегулювання конфлікту була скликана перша міжнародна конференція, від 2500 до 5000 осіб загинуло і від 60000 до 70000 було змушено покинути столицю. Значно ослаблена чадська армія відійшла на південь, де зайнялася реорганізацією під керівництвом Вадаля Камуге. Французький контингент під час цих боїв залишався нейтральним, в деяких ситуаціях навіть допомагаючи Хабре, зокрема, вимагаючи від чадських ВПС припинити бомбардування міста.
Міжнародна мирна конференція була влаштована у нігерійському місті Кано; в ній взяли участь представники сусідніх з Чадом держав, а також Маллум від чадської армії, Хабре від FAN і Гукуні від FAP. Згідно з угодою, підписаною всіма сторонами 16 квітня, Маллум йшов у відставку, передаючи повноваження Державній Раді під головуванням Гукуні. Угода стала результатом тиску з боку Франції і Нігерії на Хабре і Гукуні з метою спонукати їх розділити владу; Франція, зокрема, розглядала цю угоду як частину своєї стратегії сприяння розриву зв'язків між Гукуні і Каддафі. Кількома тижнями пізніше ті ж самі фракції сформували Перехідний уряд національної єдності (Gouvernement d'Union Nationale de Transition, GUNT), майже єдиною спільною позицією учасників якого було бажання змусити Лівію покинути Чад.
Незважаючи на підписання «угоди Кано» Лівія була обурена тим фактом, що до складу GUNT не увійшли лідери Армії Вулкана, а також тим, що не була визнана належність до Лівії Смуги Аузу. Вже з 13 квітня лівійська армія знову дещо активізувалася на півночі Чаду, а також почала провадити підтримку сепаратистському руху на півдні, але до серйозних дій Лівія перейшла лише після 25 червня, дати закінчення ультиматуму, висунутого GUNT сусідніми з Чадом країнами з вимогою формування ширшої урядової коаліції, в якій були б представлені усі політичні сили країни. 26 червня 2500 лівійського війська вторглися до Чаду в напрямку Фая-Ларжо. Їхнє просування було дещо затримане ополченцями Гукуні, і після появи над містом французьких літаків-розвідників і бомбардувальників лівійці були змушені відійти. В тому же місяці фракції, які не увійшли до складу GUNT, сформували у північному Чаді при підтримці лівійських військ альтернативний уряд — Тимчасовий фронт спільних дій (Front des Actions Communes Provisionnelles, FACP).
Війна з Лівією, упровадження Нігерією економічного бойкоту, а також тиск з боку міжнародних організацій призвели до скликання у серпні нової мирної конференції у Лагосі. 21 серпня була підписана Лагоська угода, згідно з якою мав бути сформований новий GUNT, відкритий для усіх ворогуючих фракцій. Французькі війська повинні були покинути Чад, їх мали замінити міжнародні африканські миротворчі сили. Новий GUNT почав працювати в листопаді, з Гукуні на посаді президента, Камуге — віце-президента і Хабре — міністра оборони; ставленик Каддафі Асіл отримав посаду міністра іноземних справ. Незважаючи на присутність у складі уряду Хабре, в цілому новий уряд був достатньо пролівійським, щоб задовольнити Каддафі.

### Лівійська інтервенція
З самого початку діяльності нового уряду було очевидно, що Хабре дистанціювався від решти членів GUNT, до яких він ставився зі зневагою. Вороже ставлення до лівійської присутності у Чаді сполучалося з його особистим честолюбством і жорстокістю; зовнішні спостерігачі доходили висновку, що повстанського командувача ніколи не задовольнить ніяка посада окрім найвищої. Було очевидно, що збройне протистояння між Хабре і пролівійськими фракціями або, найважливіше, між Хабре і Гукуні неминуче і спалахне скоріше рано, ніж пізно.
Як і очікувалося, сутички між загонами Хабре і пролівійськими угрупуваннями ставали дедалі серйознішими; нарешті 22 березня 1980 року, як і раніше у 1979, дрібна суперечка вилилася у Другу битву за Нджамену. Десятиденні бої між FAN Хіссена Хабре і FAP Гукуні Уеддея, які мали у місті по 1000—1500 бійців кожний, спричинили багатотисячні жертви серед мирного населення; майже половина жителів столиці була змушена покинути місто, рятуючись від бойових дій. Заїрський миротворчій контингент в бойові дії не втручався; нечисленні французькі війська, які ще залишалися у Чаді, також проголосили нейтралітет (останні французи покинули країну 4 травня).
В той час як FAN отримав економічну і військову підтримку з боку Судану і Єгипту, Гукуні Уеддей невдовзі після початку боїв був підтриманий Камуге і Асілом, а також отримав артилерію від лівійців. 6 червня загони FAN Хіссена Хабре встановили контроль над містом Фая-Ларжо; наляканий цим Гукуні у відповідь склав з Лівією Договір про дружбу. Договір фактично розв'язав лівійцям руки в Чаді, легітимізувавши їхню присутність у країні; це було очевидно вже з першого параграфа договору, який встановлював оборонний союз між двома державами: загроза одній зі сторін повинна була автоматично вважатися загрозою для іншої.
В жовтні 1980 лівійські війська зі Смуги Аузу надали підтримку загонам Гукуні, які повернули собі Фаду. Після цього місто було використано як збірний пункт для накопичування сил і військової техніки для удару на південь в напрямку столиці. Наступ почався 6 грудня силами ударного бронетанкового угруповання, яке складалося з радянських танків Т-54 і Т-55; за непідтвердженими свідоцтвами, в операції брали участь військові порадники з Радянського Союзу та НДР. Нджамена була захоплена 16 грудня. Лівійський контингент численністю від 7000 до 9000 осіб урядової армії та воєнізованого панафриканського Ісламського легіону, з 60 танками та іншими броньованими машинами, був перекинутий через 1100 км пустелі від південного кордону Лівії, частково силами транспортної авіації, частково на танковозах чи своїм ходом. У свою чергу південний кордон Лівії знаходиться в 1000—1100 км від основних лівійських баз на середземноморському узбережжі; лівійська інтервенція продемонструвала вражаючий зразок її можливостей у галузі воєнної логістики і стала першою воєнною перемогою Каддафі за історію його правління у Лівії, а також принесла йому значні політичні дивіденди.
Хабре, хоча і був змушений відвести залишки своїх сил до прикордонного з Суданом регіону Дарфур, складати зброю не збирався. 31 грудня він заявив у Дакарі, що продовжить партизанську боротьбу проти режиму GUNT.

### Вивід лівійських військ
6 січня 1981 року у Триполі було оприлюднене спільне комюніке Каддафі і Гукуні, в якому повідомлялося, що Лівія і Чад вирішили «працювати над досягненням повного об'єднання двох країн». Цей план спричинив бурхливу негативну реакцію в Африці і був засуджений Францією, котра 11 січня запропонувала підсилити французькі гарнізони у дружніх африканських країнах, а 15 січня привела до бойової готовності свій середземноморський флот. Лівія відповіла загрозами нафтового ембарго; у свою чергу Франція пообіцяла вжити суворих заходів наразі лівійського нападу на якусь іншу сусідню країну. Також проти цієї угоди виступили усі міністри GUNT, присутні у Триполі разом з Гукуні, за винятком Асіла.
Більшість спостерігачів вважають, що Гукуні був примушений до підписання угоди комбінацією погроз і обіцянок фінансової допомоги з боку Каддафі. До того ж, напередодні візиту до лівійської столиці Гукуні послав туди двох своїх командирів для консультацій; у Триполі Гукуні дізнався від Каддафі про те, що вони були начебто вбиті «лівійськими дисидентами», і що якщо він не хоче ризикувати втратити лівійську підтримку, він мусить погодитися на план злиття Чаду з Лівією.
Інтенсивність протестів проти цієї угоди змусила Каддафі і Гукуні дещо зменшити масштаби запропонованих змін, в наступних промовах згадуючи «об'єднання» народів, а не держав, як перший крок до пліднішого співробітництва. Але комюніке вже завдало непоправної шкоди престижу Гукуні як націоналіста і державного діяча.
На міжнародні протести проти лівійської присутності у Чаді Гукуні спочатку відповідав, що лівійці перебувають у країні за проханням уряду, і що міжнародні організації повинні визнати рішення легітимного уряду країні. У травні Гукуні дещо пом'якшив свою позицію, заявивши, що хоча вивід лівійських військ не є пріоритетним питанням порядку денного, він погодиться на будь-яке рішення, що його прийме Організація Африканської Єдності (ОАЄ). В той час Гукуні ніяк не міг відмовитися від лівійської допомоги, яка була йому необхідна для боротьби з Хабре, підтриманим Єгиптом і Суданом і фінансованим ЦРУ при єгипетському посередництві.
У той самий час відносини Гукуні з Лівією потроху почали розладнуватися. Лівійські війська були розмішені в багатьох пунктах північного і центрального Чаду, а їх кількість у січні — лютому досягла 14000 осіб. Лівійська присутність викликала значне незадоволення у країні тим, що лівійці постійно приймали сторону фракції Асіла у її сварках з загонами інших фракцій, зокрема, у кінці квітня під час сутичок з силами FAP, лояльними самому Гукуні. Також були спроби лівізації місцевого населення, які переконали багатьох в тому, що «об'єднання» двох країн буде означати насильне впровадження арабської мови і нав'язування лівійської політичної культури, зокрема, ідей «Зеленої книги».
У розпалі жовтневих сутичок між ісламськими легіонерами Каддафі і загонами Гукуні, а також під впливом чуток про підготовку Асілом державного перевороту з метою очолити GUNT Гукуні 29 жовтня затребував повного і беззастережного виводу лівійських військ з чадської території, яке, почавшись зі столиці, повинно було закінчитись до 31 грудня. Замість лівійських військ у країні мали бути розміщені керовані ОАЄ Міжафриканські миротворчі сили. Каддафі підкорився, і вже 16 листопада усі лівійські війська покинули Чад, сконцентрувавшись у Смузі Аузу.
Готовність, з якою Каддафі відвів свої війська, стала сюрпризом для багатьох спостерігачів. Серед причин називають бажання Каддафі провести у Лівії щорічну конференцію ОАЄ 1982 року і його сподівання зайняти посаду голови організації на цей рік. Іншою причиною могла бути нестабільність ситуації у Чаді, подальше погіршення якої в умовах браку міжнародного і внутрішнього визнання лівійської присутності у країні було чревате війною одночасно з Єгиптом і Суданом, яких підтримали б США. Вивід військ не означав остаточного відмовлення Каддафі від свої планів відносно Чаду, але зараз він мусив знайти іншу кандидатуру на посаду чадського лідера, позаяк Гукуні виявився ненадійним.

### Захоплення Нджамени Хабре
Першими з Міжафриканських миротворчих сил до Чаду прибули заїрські парашутисти; прибулі невдовзі після них нігерійський та сенегальський контингент довели кількість миротворців до 3275 осіб. Ще до повного формування міжафриканського контингенту Хабре скористався нагодою, яка виникла після виводу лівійців, і почав активні наступальні дії на сході Чаду; 19 листопада 1981 було захоплене стратегічно важливе місто Абеше. В січні 1982 сили Хабре захопили місто Ум-Хаджер за 100 км від Аті — останнього укріпленого пункту на шляху до столиці. Чадський уряд був врятований лише втручанням миротворців — фактично єдиної серйозної військової сили, що протистояла Хабре — котрі не дозволили загонам FAN взяти Аті.
В умовах розгортання наступу FAN Організація Африканської Єдності рекомендувала чадському уряду почати переговори про примирення з Хабре, на що Гукуні відповів гнівною відмовою; пізніше він заявив, що:

«ОАЄ зрадила нас. Присутність лівійських військ гарантувало нашу безпеку, але ОАЄ тиснула на нас, вимагаючи вигнання лівійців. Зараз же, коли вони пішли, організація кинула нас напризволяще, в той же час вимагаючи від нас переговорів з Хіссеном Хабре»

У травні 1982 року FAN почав вирішальний наступ; загони Хабре зайняли Аті і Монго, не зустрівши ніякого опору з боку миротворців. Гукуні, все більше розлючений відмовою миротворців битися з Хабре, зробив спробу відновити стосунки з Лівією і 23 травня відвідав Триполі, але Каддафі, зважаючи на досвід попереднього року, проголосив нейтралітет своєї держави щодо внутрішньої боротьби у Чаді.
Війська GUNT намагалися дати Хабре останню битву у Массагеті, за 80 км від столиці на автодорозі Абеше — Нджамена, але після важкого бою 5 червня зазнали поразки. Двома днями пізніше Хабре, не зустрівши подальшого опору, увійшов у Нджамену, ставши de facto головою національного уряду; Гукуні покинув Чад і отримав притулок у сусідньому Камеруні.
Відразу після захоплення столиці Хабре продовжив встановлення контролю над рештою країни. Протягом наступних шести тижнів він захопив весь південний Чад, розгромивши залишки урядової армії і загони Камагуе, сподівання яких на лівійську допомогу не виправдалися. Хабре здобув фактичний контроль над усією територією країни за винятком регіону Тібесті.

### Наступ GUNT
Позаяк Каддафі утримувався осторонь конфлікту під час війни за контроль над Нджаменою, спочатку Хабре сподівався досягти порозуміння з Лівією, можливо, через угоду з лояльною Каддафі Армією Вулкана, очолюваною Асілом, який, як здавалося, був готовий до діалогу. Проте 19 липня Асіл загинув, і його замінив Ашейх ібн-Омар, який вороже ставився до енергійних зусиль Хабре з об'єднання країни і його активності в областях традиційного впливу Армії Вулкана.
Каддафі знову вирішив поставити на Гукуні; в жовтні 1982 в місті Бардаї в Тібесті на півночі Чаду Гукуні при підтримці Лівії знову зібрав фракції GUNT, сформувавши Уряд національного миру, який проголосив себе єдиною легітимною владою у країні згідно з Лагоською угодою. Для участі в неминучих боях з Хабре Гукуні вдалося зібрати від 3000 до 4000 бійців з різних фракцій, які пізніше були об'єднані під назвою Армії Національного визволення (Armée Nationale de Libération, ANL), якою командував Негуе Дьйого, виходець з півдня.
Перш ніж Каддафі встиг надати Гукуні реальну допомогу, Хабре здійснив дві атаки на його позиції у Тібесті в грудні 1982 і січні 1983, але обидві вони булі відбиті. В наступні місяці бойові дії на півночі підсилилися, а спроби переговорів результату не принесли (незважаючи навіть на обмін візитами між Триполі і Нджаменою). 17 березня Хабре виніс чадсько-лівійську «суперечку» на розгляд Ради Безпеки ООН з проханням засудити «лівійську агресію і окупацію чадської території».
Тим часом Каддафі підготувався до нової військової операції. Головний наступ почався в червні, коли близько 3000 бійців Гукуні обложили Фая-Ларжо, основний опорній пункт уряду Хабре на півночі країни (місто було захоплено 25 червня), а потім швидко просунулися в напрямку Коро-Торо, Умм-Шалуби і Абеше, перерізуючи основні шляхи на Нджамену. Лівія допомагала повстанцям з набором і тренуванням бійців, а також надавала важку артилерію; в наступальній операції брали участь лише кілька тисяч лівійських урядових військовослужбовців, які безпосередньо бойових задач не виконували, займаючись транспортним забезпеченням і обслуговуванням артилерії. Це могло бути пов'язано з бажанням Каддафі зберегти суто внутрічадську природу конфлікту для досягнення своїх політичних цілей.
Міжнародна спільнота (особливо Франція і Сполучені Штати) відреагувала на підтриманий Лівією наступ дуже негативно. В день захоплення Фая-Ларжо міністр закордонних справ Франції Клод Шессон попередив Лівію, що його країна «не зостанеться байдужою» до нового лівійського втручання у Чаді; 11 червня французький уряд знову звинуватив Лівію у прямій військовій підтримці повстанців. 27 червня знову почалися поставки французької зброї у Чад, а 3 липня прибув перший контингент з 250 заїрських військовослужбовців на підтримку Хабре. Сполучені Штати заявили про виділення 10 млн доларів на постачання зброї та продовольства режиму Хабре. Каддафі також зазнав дипломатичного удару з боку ОАЄ, яка на червневому засіданні офіційно визнала уряд Хабре і закликала до виводу іноземних військ з Чаду.
Отримавши американську, французьку та заїрську допомогу, Хабре швидко реорганізував свої сили (які стали тепер називатися Чадські національні збройні сили, Forces Armées Nationales Tchadiennes, FANT) і почав пересування на північ для протистояння Гукуні і лівійцям; перше бойове зіткнення відбулося на півдні від Абеше. Хабре знову продемонстрував свої здатності військового командувача, розгромивши загони Гукуні і розгорнувши потужний контрнаступ, в ході якого швидко повернув собі Абеше, Більтин, Фаду, а 30 липня взяв Фая-Ларжо, зайнявши таким чином зручну позицію для атаки на Тібесті і Смугу Аузу.

### Операція «Манта»

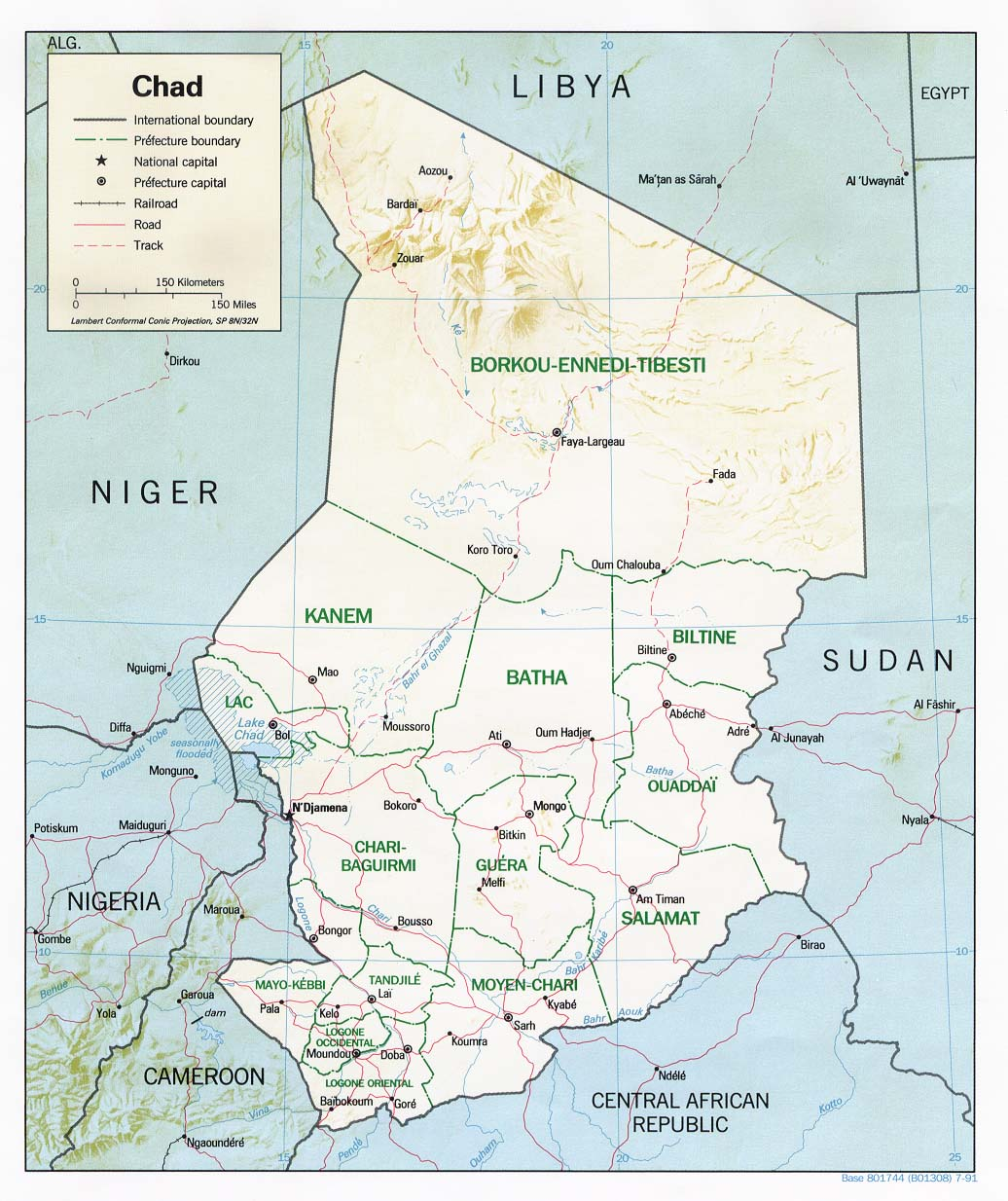
Карта Чаду з лінією розділення урядових та повстанських сил удовж 15-ї паралелі.

Каддафі, вважаючи, що повний розгром GUNT завдасть непоправного удару його престижу і побоюючись, що Хабре надаватиме підтримку опозиційним силам у самій Лівії, знову був змушений втрутитися у конфлікт, позаяк його чадські союзники виявилися неспроможними на досягти остаточної перемоги без лівійської бронетехніки і авіаційної підтримки.
Через кілька днів після захоплення Фая-Ларжо військами Хабре місто було піддане тривалому бомбардуванню із застосуванням літаків «Су-22» і «Міраж F-1» з авіабази Аузу, а також важких бомбардувальників «Ту-22» з авіабази Себха у лівійському Феццані. Протягом десяти днів на сході від міста була зосереджена велика кількість лівійських сухопутних військ, танків і артилерії, які спочатку привозилися до Аузу магістральною транспортною авіацією з лівійських аеродромів Себха і Куфра, а потім діставалися до місця бойових дій на транспортних літаках меншої дальності. Кількість лівійського угрупування досягла 11000 осіб, переважно військовослужбовців регулярної армії; у наступі брало участь 80 бойових літаків. Незважаючи на свою вражаючу кількість, лівійці, як і раніше, зосередились на підтримці загонів GUNT, кількість яких під час операції становила від 3000 до 4000 осіб, артилерійським вогнем, авіацією, та іноді бронетанковим ударами на критичних напрямках наступальних дій.
10 серпня об'єднані сили GUNT і лівійців обложили оазу Фая-Ларжо, в якій закріпився гарнізон FANT кількістю близько 5000 осіб, очолений особисто Хіссеном Хабре. Значно ослаблені вогнем лівійської реактивної артилерії і танків і безперервними повітряними атаками, обороні порядки FANT були зім'яти під натиском противника, втративши близько 700 осіб загиблими. Хабре з рештками своєї армії вирвався з оточення й утік до столиці; лівійці його не переслідували.
Це, як виявилося згодом, було помилкою Каддафі, позаяк нова інтервенція Лівії привернула увагу Франції, яка, підтримана США та африканськими державами, 6 серпня проголосила про повернення французьких військ до Чаду в рамках Операції «Манта» з метою зупинити наступ Гукуні і запобігти укріпленню лівійських позиції у Центральній Африці у ширшому сенсі. Трьома днями пізніше до Нджамени були перекинути кількасот французьких військовослужбовців з Центральноафриканської республіки; пізніше до них приєдналися ще 2700 французів та кілька ескадрилей винищувачів-бомбардувальників «Ягуар». Це стало найкрупнішою концентрацією французьких військ в Африці з часів Алжирської війни.
Французький уряд встановив межу (так звану Червону Лінію) удовж 15-ї паралелі, яка пролягала від Мао до Абеше, і попередив, що не допустить просування лівійських військ чи загонів GUNT південніше цієї лінії. Як лівійські, так і французькі сили зайняли позиції по свою сторону від Червоної Лінії; французи не бачили сенсу допомагати Хабре в оволодінні північчю, тоді як лівійці не хотіли вступати у безпосередній конфлікт із Францією атакуючі цілі південніше встановленої межі. Це призвело до фактичного розділення країни, над північною частиною якої Лівія здобула повний контроль.
Бойові дій тимчасово припинилися. Під час цієї перерви ОАЄ влаштувала переговори між чадськими фракціями, але досягти згоди не вдалося; результату також не мали посередницькі зусилля ефіопського лідера Менгісту Хайле Маріама на початку 1984 року. 24 січня відбулася об'єднана атака сил GUNT і лівійців на опорний пункт FANT в містечку Зігей, головною метою якої було переконати Францію та африканські країни продовжити переговори. Французи відреагували на порушення Червоної Лінії першим масованим авіаударом, після чого перекинули до Чаду додаткові війська і однобічно пересунули лінію безпеки на північ до 16-ї паралелі.

### Вивід французьких військ
Для розв'язання патової ситуації Каддафі запропонував 30 квітня 1984 обоюдний вивід французьких і лівійських військ з Чаду. Французьких президент Франсуа Міттеран погодився на цю пропозицію, і 17 вересня обидва лідери оголосили, що вивід військ почнеться 25 вересня і має закінчитися 10 листопада. Преса привітала цю угоду як свідоцтво дипломатичної майстерності Міттерана і рішучий крок до остаточного розв'язання чадської кризи; вона також відповідала прагненню Міттерана проводити стосовно Лівії і Чаду власну політику, незалежну від позиції ті цілей як Сполучених Штатів, так і чадського уряду.
В той час, як Франція повністю виконала умови угоди, лівійці вивели свої війська не повністю; у північному Чаді залишалися принаймні 3000 лівійських військовослужбовців. Коли порушення Лівією умов договору стало очевидним, це спричинило значне збентеження серед французьких політиків і стало предметом взаємних звинувачень французького і чадського урядів.
Двостороння франко-лівійська угода 1984 року надавала Каддафі чудову можливість вийти з чадської трясовини, зберігши міжнародний престиж і навіть здобувши можливість тиснути на Хабре, спонукаючи його до складення миру з лояльними Лівії чадськими фракціями. Замість цього він сприйняв вивід французьких військ як готовність Франції погодитись із лівійською присутністю у країні і з de facto анексією Лівією усієї північної префектури Борку-Еннеді-Тібесті — вчинком, який, безперечно, мав зустріти опір з як боку ОАЄ і ООН, так і з боку усіх сторін внутрічадського конфлікту, навіть тих, які досі ставилися прихильно до нього. Ймовірно, він вважав, що лівійська армія здатна придушити об'єднаний чадський опір, якщо він не буде підтриманий Францією. Саме цей промах Каддафі зрештою призвів до повстання проти нього лояльних сил GUNT, нової французької експедиції у Чад і остаточної поразки Лівії у цьому конфлікті.

### Операція «Яструб»
В період між 1984 і 1986 роками, коли важливих воєнних зіткнень не відбувалося, Хабре значно зміцнив свої позиції завдяки ґрунтовній підтримці з боку США, обурених недотриманням Лівією умов франко-лівійської угоди 1984 року. Зміцненню Хабре також значно сприяла міжусобна боротьба всередині GUNT, за лідерство в якому в 1984 році розгорнулася боротьба між фракціями Гукуні Уеддея і Ашейха ібн Умара.
Каддафі в цей період розширяв свій контроль над північчю Чаду, будуючи нові дороги і обладнуючи нову авіабазу Уаді-Дум з метою забезпечення кращої підтримки повітряним та наземним військовим операціям за межами Смуги Аузу. В 1985 до Чаду прибули значні підкріплення; численність лівійського контингенту склала близько 7000 військовослужбовців, 300 танків і 60 бойових літаків. В той час, як Лівія підсилювала свою військову присутність, деякі складові фракції GUNT перейшли на сторону Хабре в рамках розпочатої ним політики порозуміння.
Дезертирство союзників становило для Каддафі велику небезпеку, позаяк GUNT забезпечував легітимність лівійської присутності у Чаді. Щоб покласти цій тенденції край і зміцніти єдність організації, він розпочав новий наступ на Червоній Лінії. Наступальна операція, в якій брали участь близько 5000 бійців GUNT і така ж кількість лівійських вояків, почалася 10 лютого 1986; її вістря було спрямовано проти опорних пунктів FANT Куба-Оланга, Калаїт і Умм-Шалуба з остаточною метою захоплення столиці Чаду Нджамени. Ця атака закінчилася цілковитою поразкою Каддафі; 13 лютого загони FANT, користуючись обладнанням і зброєю, отриманими від Франції, перейшли до контрнаступу і змусили лівійців з союзниками відійти для перегрупування.
Однак найважливішою для подальшого ходу всього конфлікту була в цьому епізоді реакція Франції. Як здається, Каддафі розраховував на те, що напередодні муніципальних виборів у Франції Міттеран не стане розпочинати нову ризиковану і коштовну військову операцію в Африці для врятування Хабре. Ці розрахунки виявилися абсолютно невірними; навпаки, саме через близькі вибори французький президент не міг дозволити собі демонструвати слабкість перед лицем лівійської агресії. 14 лютого розпочалася операція «Яструб» (Opération «Épervier»), в ході якої до Чаду були введені 1200 французьких вояків і кілька ескадрилей «Ягуарів». Двома днями пізніше з метою демонстрації рішучості своїх намірів французи розбомбили лівійську авіабазу Уаді-Дум, на що лівійські повітряні сили відповіли бомбардуванням міжнародного аеропорту Нджамени.

### Війна у Тібесті
Поразки, яких зазнав GUNT у лютому — березні прискорили його дезінтеграцію. В березні 1986 в Конго Організацією Африканської Єдності були влаштовані переговори, від участі в яких Гукуні Уеддей відмовився, як вважалося, під тиском з боку Каддафі. Це призвело до виходу зі складу GUNT фракції віце-президента Камуге; невдовзі після цього від GUNT відкололася фракція так званого «Справжнього FROLINAT» (FROLINAT Originelle). В серпні коаліцію покинула CDR (колишня Армія Вулкана), яка захопила місто Фада. Коли у жовтні лояльні Гукуні сили зробили спробу повернути собі Фаду, вони були атаковані лівійським гарнізоном; це фактично стало кінцем існування GUNT як єдиної сили. В тому же місяці лівійські війська заарештували Гукуні, після чого лояльні йому війська підняли повстання проти Лівії, витиснули лівійські гарнізони з усіх опорних пунктів в регіоні Тібесті і 24 жовтня проголосили союз із Хабре.
Для повернення контролю над лініями постачання та захоплення міст Бардаї, Зуар та Вур до Тібесті було надіслане лівійське ударне угрупування кількістю 2000 осіб з танками Т-62 і потужною авіаційною підтримкою. Спочатку наступ розвивався успішно, і лівійцям вдалося вибити GUNT з ключових пунктів регіону; під час цієї операції застосовувався напалм і, за непідтвердженими даними, отруйні гази. Однак початковий успіх лівійців невдовзі обернувся поразкою, позаяк спричинив миттєву реакцію з боку Хабре і Міттерана; Хабре терміново розгорнув наступ силами близько 2000 бійців з метою з'єднання з загонами GUNT, а французька авіація почала масоване постачання повстанців пальним, харчовими продуктами і, найважливіше, протитанковою зброєю, контейнери з якими скидалися у пустелі з парашутами. Цією акцією Франція дала зрозуміти, що її активність більше не обмежується Червоною Лінією і що вона готова до будь-яких активних дій, коли вважає їх необхідними.
Хоча кампанія Хабре по витисненню лівійців з регіону Тібесті у суто воєнному плані мала лише частковий успіх (лівійці повністю покинули регіон у березні після серії поразок на північному сході, внаслідок яких утримання території стало неможливим), вона принесла йому незрівнянно більший політичний дивіденд, перетворивши громадянський конфлікт на війну проти зовнішнього агресора, об'єднавши ворогуючі фракції і піднявши почуття національної єдності серед населення Чаду до нечуваного в історії країни рівня.

### Війна «Тойот»
Основна стаття: Війна «Тойот»
Станом на початок 1987 року, останнього року конфлікту, лівійський експедиційний корпус все ще являв собою значну силу, налічуючи близько 8000 військовослужбовців і 300 танків. Проте лівійці повністю втратили підтримку з боку своїх чадських союзників, котрі раніше постачали майже всю розвідувальну інформацію і виконували функції штурмової піхоти. З утратою місцевою підтримки лівійські гарнізони перетворилися на ізольовані і вразливі острівці посеред чадської пустелі. З іншого боку, сили FANT значно зміцніли, налічуючи до 10000 загартованих бійців, які були озброєні протитанковими ракетами MILAN і пересувалися на швидкісних, адаптованих до піщаної пустелі пікапах фірми «Тойота», які й надали назву завершальній фазі цього конфлікту.
Кампанія з повернення під контроль Хабре решти території північного Чаду почалася 2 січня 1987 року з успішної атаки на міцну лівійську базу у місті Фада. Мобільні чадські загони під командою Хассана Джамуса серію тактичних маневрів оточили лівійські позиції і розгромили лівійців раптовим ударом з усіх сторін разом. Подібну же тактику Джамус застосував пізніше у березні у Бір-Кора і Уаді-Дум, де лівійці зазнали нищівної поразки; зважаючи на дуже великі втрати, Каддафі був змушений вивести війська з усієї території північного Чаду.
Втрата позицій на півночі Чаду поставила під загрозу контрольовану Лівією Смугу Аузу. Вже у серпні місто Аузу було ненадовго захоплено загонами FANT, але невдовзі вони були звідти вибиті масованим лівійським контрнаступом, тоді як Франція відмовилася надати чадцям авіаційне прикриття. На цю невдачу Хабре відповів першим в історії конфлікту вторгненням чадських сил на територію самої Лівії, здійснивши несподіваний і надзвичайно успішний наскок на ключову лівійську авіабазу в Маатен-ас-Сарра. Метою цієї операції було усунення загрози з боку лівійських ВПС під час планованого нового штурму Аузу. Ці плани, однак, залишилися нереалізованими, позаяк перемога під Маатен-ас-Саррою була сприйнята французьким керівництвом як початок масштабного чадського вторгнення до Лівії, чого Франція не могла допустити. В той же час Каддафі, знаходячись під значним внутрішнім та міжнародним тиском та зазнавши серйозних втрат, зайняв більш примирливу позицію, наслідком чого стало підписана 11 вересня при посередництві ОАЄ угоди про припинення вогню.

## Остаточне розв'язання конфлікту
Хоча припинення вогню неодноразово порушувалося, інциденти траплялися переважно незначні. Обидва уряди негайно розпочали складні дипломатичні маневри з метою залучити на свій бік міжнародну громадську думку на той випадок, якщо конфлікт спалахне знову, що вважалося більш ніж імовірним; втім, обидві сторони також дбали про те, щоб залишити можливості для мирного компромісу. Курс на мирний розвиток подій підтримували Франція і більшість африканських держав, тоді як американська адміністрація президента Рейгана вважала відновлення конфлікту чудовою можливістю для повалення режиму Каддафі у Лівії.
Стосунки між двома країнами поступово поліпшувалися; Каддафі давав зрозуміти, що він готовий нормалізувати відносини з Чадом і навіть визнати, що війна була помилкою. У травні 1988 року лівійський лідер, проголосив, що визнає Хабре легітимним президентом Чаду, назвавши цей крок своїм «подарунком Африці»; це призвело до відновлення дипломатичних відносин між двома країнами 3 жовтня. Наступного року, 31 серпня 1989, чадські і лівійські представники зустрілися в Алжирі для переговорів щодо Рамочної Угоди про мирне розв'язання територіального спору, в якій Каддафі погодився на обговорення територіальної проблеми і на винесення її на розгляд Міжнародного Суду наразі, якщо двосторонні переговори не дадуть результату. Таким чином, після року безплідних переговорів у вересні 1990 року справа про належність Смуги Аузу була подана на розгляд Міжнародного Суду.
Чадсько-лівійські відносини поліпшилися ще більше після того, як 2 грудня 1990 року Хабре був відсунутий від влади підтримуваним Лівією Ідрісом Дебі. Каддафі першим з лідерів іноземних держав визнав новий режим і невдовзі підписав з ним серію договорів про дружбу і співробітництво різного рівня; однак стосовно Смуги Аузу Дебі підтвердив позицію свого попередника, заявивши, що він готовий воювати за те, щоб повернути Смугу під чадський суверенітет.
Спір про належність Смуги Аузу був остаточно і назавжди розв'язаний 3 лютого 1994 року, коли арбітри Міжнародного Суду 16-ма голосами проти 1 винесли рішення на користь Чаду. Вже 4 квітня сторони підписали угоду про практичну реалізацію рішення суду. Виведення лівійських військ з території Аузу почалося під наглядом міжнародних спостерігачів 15 квітня і завершилося 10 травня; формальна передача Смуги під контроль чадського уряду відбулася 30 травня, коли дві країни підписали спільну декларацію, в якій визнали виведення лівійських військ повністю завершеним.